# 박후재
박후재(朴厚載, 1799년 ~ 1839년 9월 3일)는 조선의 천주교 박해 때에 순교한 한국 천주교의 103위 성인 중에 한 사람이다. 세례명은 요한(Ioannes)이다.

## 생애
박후재는 순교자 박취득 라우렌시오의 아들로 1798년에서 1799년 경에 경기도 용인에서 태어났다. 그는 1801년 신유박해로 아버지를 여의고, 홀어머니 밑에서 살다가 함께 한양으로 이사해서 노모는 물장사를 하며 그는 짚신을 만들며 생계를 이었다.
그는 36세에 한 교우와 결혼 했는데, 그녀는 후일에 그의 특별한 언행에 대해서 증언하였다. 그는 신앙 생활에 매우 충실하였고 매우 열심히 일했다. 그는 이렇게 이야기 하고는 했다. "저는 반드시 제 영혼을 구하기 위하여 순교자로서 죽을 것입니다." 또한 그는 하느님을 위한 고행으로써 방망이로 자신의 정강이를 때렸다. 그는 그의 아내에게 구원을 위하여 어떠한 고통이라도 감내할 것이라고 말하곤 했다. 그는 이렇게도 말하고는 했다. "옛날에 한 성인이 자신의 상처에서 기어나오는 벌레를 보고 그것을 도로 상처 위에 올려 놓고는 "네 먹을 것이 여기있다."라고 말했답니다. 우리도 꼭 고통을 견뎌 냅시다."
1839년 3월에 기해년의 박해가 발발했지만, 그는 전혀 겁먹지 않았다. 그들 집에는 돈이 한푼도 없었다. 그는 장독 한 개를 팔아 돈을 둘로 나눠 반은 자신이 갖고 반은 그의 아내에게 주었다. 그는 아내를 그의 숙모 집으로 먼저 보내며 필요하면 그 돈을 쓰라고 말했다. 다음날 그녀는 남편이 체포되었다는 소리를 들었다.
박후재는 포장에게 심문 받았다. "네 부모가 아직도 살아 있느냐?" "제 어머니는 몇 년 전에 돌아가셨고, 제 아버지는 신유년에 신앙을 지키기 위해 참수되셨습니다. 친척은 아무도 없습니다." "너는 네가 왕법을 어기고 있다는 것을 아느냐?" "하느님은 창조주이십니다. 저는 임금님보다는 하느님께 더 큰 충절을 바쳐야 할 의무를 지고 있습니다." "너의 동료들의 이름을 대라." "저는 다른 사람에게 어떠한 해도 끼칠 수 없습니다." "네가 살기를 원한다면, 너의 신앙을 부정하거라." "저의 종교가 제 삶보다 더 중요합니다."
박후재는 곤장 40대를 맞았다. 그의 살가죽이 찢겨 나갔고 피로 범벅이 되었다. 곤장이 그의 뼈에 부딪히는 소리가 옥중에 있는 다른 죄수들의 간담을 서늘케 했다. 그러나 박후재는 그의 신앙을 굽히지 않았다.
그는 결국 1839년 9월 3일에 서소문 밖에서 다섯 명의 교우와 함께 참수되었는데, 망나니가 박후재의 목을 수 차례 내리쳤지만 목이 떨어지지 않아 오랫동안 칼을 가는 동안 박후재는 심히 경련을 일으켰고, 망나니가 재차 칼을 내리쳐 참수를 완료했다. 박후재가 그토록 처참하게 참수되어 순교하였을 때의 나이 41세였다.

## 시복 · 시성
박후재 요한은 1925년 7월 5일에 성 베드로 광장에서 교황 비오 11세가 집전한 79위 시복식을 통해 복자 품에 올랐고, 1984년 5월 6일에 서울특별시 여의도에서 한국 천주교 창립 200주년을 기념하여 방한한 교황 요한 바오로 2세가 집전한 미사 중에 이뤄진 103위 시성식을 통해 성인 품에 올랐다.

## 참고 문헌
- 가톨릭 사전: 박후재[깨진 링크(과거 내용 찾기)]
- 마리아 사랑넷: 성인 박후재 요한 (朴厚載 John)
- (영어) Catholic Bishop's Conference Of Korea. 103 Martryr Saints: 박후재 요한 Ioannes Pak Hu-jae